# 1336 Zeelandia
1336 Zeelandia este un asteroid din centura principală, descoperit pe 9 septembrie 1934, de Hendrik van Gent.